# خليل باشا الكوسج
خليل باشا الكوسج ‏ ( - 1715 ) سياسي عثماني شغل منصب والي مصر منذ 1710 حتى 1711.